# باراديلي
بارادیلی، (بالإنجليزية: Baradili)‏، (سردينيا: Bobadri)، هي بلدية، في مقاطعة أوريستانو، في منطقة سردينيا الإيطالية، وتقع على بعد حوالي 60 كيلومترا (37 ميل) شمال غرب كالياري، وحوالي 35 كيلومترا (22 ميل) جنوب شرق أوريستانو.

## السكان
تطور النمو السكاني لـ باراديلي